# تامارا درو (فیلم)
تامارا درو یک کمدی عاشقانه بریتانیایی است که در سال ۲۰۱۰ به کارگردان استیون فریرز و با اقتباس از داستان‌های مصوری با همین نام نوشه پوزی سیموندز ساخته شد.
این فیلم در ماه مه در فستیوال فیلم کن ۲۰۱۰ اکران شد و در ۱۴ ژوئیه ۲۰۱۰ در فرانسه به نمایش درآمد. مومنتوم پیکچرز در ۱۰ سپتامبر ۲۰۱۰ آن را در بریتانیا منتشر کرد.